# Beorhtric
Beorhtric (También Brihtric) (del inglés antiguo Gobernante Magnífico), fue rey de Wessex desde 786 a 802.
En 786, el rey Cynewulf de Wessex, fue asesinado por el noble exiliado Cyneheard, hermano del anterior rey Sigeberht. Beorhtric fue apoyado para convertirse en rey por Offa, rey de los mercios contra su contrincante Egbert. No está claro porqué Offa intervino en favor de Beorthric, aunque parece estar claro que sus intenciones eran intervenir en la política de los sajones occidentales, y conservar en la monarquía la ascendencia Mercia.
También se dice que Egbert era descendiente de la dinastía de Kent (Quentium) quien se rebeló contra Offa y le venció en la batalla de Otford. 
Beorhtric se convirtió en un monarca manejado políticamente por Offa. En 787, Presidió el sínodo de Chelsea conjuntamente con Offa, y en 789 se casó con una de las hijas de Offa, Eadburh. Las tierras de nadie entre Wessex y Mercia fueron administradas por el rey mercio. Wessex unificó su moneda con la de Mercia como se desprende de recientes descubrimientos arqueológicos encontrados en Upper Thames y Wareham. 
Durante el reinado de Beorhtric tuvieron lugar las primeras incursiones vikingas sobre suelo británico. En 789, los nórdicos desembarcaron en la costa de Dorset, cerca de la isla de Portland donde asesinaron a los pastores que estaban en la zona.
Después de la muerte de Offa en 796, El poder del reino de Mercia sobre el resto de la isla fue debilitándose, y Beorhtric se hizo fuerte en su reino de Wessex. la moneda de la época volvió a mostrar la imagen de Beotrhtric. Se conserva una de ellas encontrada en el siglo XIX en Andover.
Según una crónica de un escolástico de la corte de Alfredo el Grande llamado Asser, indica que Beorhtric fue envenenado por su esposa Eadburh al parecer de manera accidental. La reina fue enviada a Francia, donde ingresó en un convento como monja. Unos años después al ser sorprendida con un hombre fue expulsada, aunque se discute que esto último sea históricamente verídico.